# Progetto FUBELT
Progetto FUBELT è il nome in codice dell'insieme di operazioni coperte attuate dalla Central Intelligence Agency, e autorizzate dall'amministrazione Nixon, con l'obiettivo di sovvertire il governo democraticamente eletto di Salvador Allende in Cile per mezzo della creazione delle condizioni favorevoli per un colpo di stato militare.
Messo in piedi all'indomani della vittoria di Allende alle presidenziali del 1970, un evento storico in quanto per la prima volta un marxista dichiarato era diventato capo di stato attraverso regolari elezioni, il progetto FUBELT è stato definito un caso da manuale di guerra ibrida e ha esercitato un impatto determinante sull'evoluzione della guerra fredda, contribuendo ad arrestare l'ascesa dei governi di sinistra in Sudamerica e permettendo agli Stati Uniti di minimizzare il rischio dell'effetto domino nel subcontinente.
Terminato con la morte violenta di Allende nel corso del golpe dell'11 settembre 1973, alla quale fece seguito l'instaurazione di una dittatura militare retta da Augusto Pinochet, il progetto FUBELT rappresenta uno degli episodi più controversi della guerra fredda ed è stato descritto da Colin Powell, segretario di stato dell'amministrazione Bush, come "una parte della storia degli Stati Uniti di cui [gli americani] non sono fieri".
Una possibilità su dieci forse, ma salvate il Cile

Vale la pena spendere

Senza contare i rischi

Non tirare in ballo le ambasciate

Dieci milioni di dollari disponibili, di più se necessario

Lavoro a tempo pieno - i migliori uomini che abbiamo

Piano operativo:

Far urlare l'economia

Quarantotto ore per pianificare l'azione.

## Il contesto storico
Gli Stati Uniti temevano che l'espansione ulteriore del comunismo e dell'influenza sovietica nell'America Latina avrebbe potuto innescare il cosiddetto effetto domino, ovvero delle virate verso il socialismo a catena, avente come possibile epilogo un loro accerchiamento.
I tentativi di riportare Cuba nella sfera d'influenza americana si erano rivelati infruttuosi, l'ultimo di essi aveva provocato la peggiore escalation militare della guerra fredda – la crisi dei missili dell'ottobre 1962 –, e gli Stati Uniti non potevano permettere, per ragioni di sicurezza nazionale, che una "seconda Cuba" sorgesse in un'altra parte del subcontinente.
La paura che l'ascesa di un governo di sinistra, per vie democratiche o a seguito di una rivoluzione, potesse innescare l'effetto domino aveva incoraggiato gli Stati Uniti a interferire, anche piuttosto pesantemente, negli affari interni dei paesi latinoamericani: il rovesciamento di João Goulart in Brasile nel 1964, l'invasione della Repubblica dominicana nel 1965, le ingerenze nella cosiddetta guerra sporca messicana.
L'elezione di un capo di stato apertamente marxista, quale era Allende, era doppiamente pericolosa nel contesto dell'effetto domino: provava la fattibilità di cambiare gli assetti democratici attraverso mezzi non violenti; avrebbe potuto convincere altri personaggi a emulare l'esempio cileno, spianando la strada a delle destabilizzanti vie democratiche al socialismo in altre parti del mondo. Un timore espresso a più riprese da Kissinger fra il 1970 e il 1973, secondo il quale l'esito della guerra clandestina in Cile avrebbe condizionato anche il posizionamento geopolitico dei paesi dell'Europa occidentale con una forte influenza comunista, come Italia e Francia.

## Il progetto

### La genesi
Il 15 settembre 1970, undici giorni dopo le presidenziali cilene, Richard Nixon riunì l'allora direttore della Central Intelligence Agency, Richard Helms, e il proprio consigliere per la sicurezza nazionale, Henry Kissinger, ordinandogli di elaborare urgentemente un piano per impedire che Allende assumesse la carica di capo di stato in Cile.
Tra il 16 e il 17 settembre, conformemente con il mandato ricevuto – due giorni di tempo per presentare una strategia per il Cile –, Kissinger, Helms e altri elementi-chiave dell'apparato di intelligence statunitense formularono un piano in due punti, ribattezzati il Ramo uno (Track I) e il Ramo due (Track II), che avrebbe dovuto bloccare l'ingresso di Allende alla presidenza per vie legali o illegali.
Il Ramo uno, espletato con la collaborazione dell'ambasciata degli Stati Uniti in Cile, prevedeva di fare una campagna acquisti nel mondo politico cileno allo scopo di convincere la maggioranza congressuale e il presidente uscente, Eduardo Frei Montalva, a sanzionare la vittoria dell'indipendente Jorge Alessandri, che da Allende era stato superato per poco più di trentamila voti. Alessandri, nei piani dell'amministrazione Nixon, avrebbe poi dovuto rimettere il mandato ricevuto e indire nuove elezioni; elezioni che gli Stati Uniti pianificavano di condizionare pesantemente per far ottenere una vittoria schiacciante a Frei Montalva.
Il Ramo due, ufficialmente noto come progetto FUBELT, perseguiva un fine simile a quello del Ramo uno, l'estromissione di Allende, ma con mezzi differenti, la violenza politica, e prevedeva un finale antidemocratico: un colpo di stato da parte delle forze armate.

### L'espletamento
Kissinger era stato un fautore del Ramo due, ovvero del progetto FUBELT, sin dall'inizio delle discussioni centrate sulla risoluzione della questione cilena. Lo stratega di Nixon era dell'idea che gli Stati Uniti avrebbero dovuto operare dietro le quinte, insidiando il governo Allende con una combinazione di pressioni economiche, violenza politica e accerchiamento diplomatico; misure atte ad aggredire l'economia nazionale cilena per mezzo di sanzioni bilaterali e aiuti provenienti dal sistema internazionale – il coinvolgimento della Banca Mondiale – e a isolare la neonata presidenza presso l'Organizzazione degli Stati Americani.
La strategia della massima pressione, fortemente voluta da Kissinger e trasformata in realtà dagli assetti cileni della CIA, fu il contesto nel quale maturò l'omicidio del generale René Schneider, il patrocinatore del non intervento delle forze armate nella vita politica, che il 22 ottobre fu vittima di un tentativo di sequestro, inavvertitamente terminato con la di lui morte, compiuto con capitale e armi forniti dagli Stati Uniti. L'uccisione di Schneider non sortì l'effetto sperato, ovvero una spaccatura politica e militare, ma quello opposto: rafforzamento del fronte schneiderista nelle forze armate e ratifica dell'elezione di Allende da parte del congresso.

### La continuazione delle attività
Ufficialmente terminato con l'installazione di Allende alla presidenza cilena, avvenuta il 3 novembre 1970, il progetto FUBELT non fu de facto mai abbandonato. Ogni azione di guerra clandestina compiuta dall'amministrazione Nixon nei tre anni successivi, infatti, ebbe come obiettivo la creazione di un clima da colpo di stato per mezzo della messa in pratica e dell'espansione delle linee-guida originali del piano FUBELT.
Già nelle settimane successive all'intronizzazione di Allende alla Moneda, sulla base dei documenti declassificati a posteriori, è stato dimostrato come la CIA avesse iniziato a realizzare sommari a uso interno dettaglianti i membri da coinvolgere nella continuazione della guerra coperta, tra i quali figurava David Atlee Phillips, rivedendo le procedure e i metodi che gli Stati Uniti avrebbero dovuto impiegare per rendere possibile un colpo di stato. Prova del fatto che l'insediamento alla presidenza di Allende non aveva influito sulla volontà dell'amministrazione Nixon di giungere alla destituzione del governo cileno per vie illegali. Il progetto FUBELT caldeggiato e co-concepito da Kissinger, anche se sotto nuove spoglie, era destinato a continuare fino al raggiungimento dell'obiettivo.
(Estratto pubblicato da The Trial Of Henry Kissinger, di Christopher Hitchens, nel The Guardian)